# Charleston Theatre
Charleston Theatre även kallad Broad Street Theatre, var en teater i Charleston i South Carolina i USA, verksam mellan 1793 och 1833. 
Tillfälliga teatrar hade med vissa mellanrum funnits i Charleston sedan grundandet av Dock Street Theatre 1736, men Charleston Theatre kom att bli stadens första permanenta teater.  År 1790 var Charleston den största staden i Sydstaterna, och en av de tre största städerna i USA jämsides med New York och Philadelphia. Staden var vid denna tid mycket rik, men den fungerade starkt kring plantageägarklassens behov, då plantageägarna levde på sina plantager under halva året och andra halvan flyttade in till sina hus i Charleston för att leva societetsliv, och en permanent teater ansågs därför nödvändig.  Någon teater hade då inte funnits i staden sedan Church Street Theatre (använd av Old American Company under deras besök i staden), brann ned 1782, och då hade den dessutom stått tom sedan det amerikanska frihetskriget brutit ut, eftersom alla teaterverksamhet upphörde i USA under den tiden. 
Charleston Theatre på Broad Street öppnade 1793, och blev då skådeplats för Charleston Company eller South Carolina Company under Thomas Wade West, som även uppträdde i Virginia under namnet Virginia Company. Teatern fick en framgångsrik konkurrent redan 1794, när John Sollée öppnade Charleston French Theatre eller Théâtre Francais, även kallad City Theatre, i kompanjonskap med Francisque du Moulin från Saint Domingue. Den franskpråkiga scenen kunde erbjuda tränade franska artister från Saint Domingue som Alexander Placide och Suzanne Douvillier och deras Grande Danseurs et Sauteurs du Roi, vilket förorsakade förluster för Charleston Theatre. Wade West lyckades köpa över flera av de mest populära artisterna till sin teater 1795-96, men tvingades 1796 sälja Charleston Theatre till John Sollée, vilket ledde till att stadens två teatrar förenades. 
Verksamheten lades ned under kriget 1812, och öppnade igen av Joseph George Holman (1764-1817) år 1815. Teatern var år 1817 föremål för Charleston Theatre riot, där den populära stjärnskådespelaren James H. Caldwell (1793-1863) kom i konflikt med teaterdirektören Joseph George Holman, vägrade spela och blev avskedad, varpå teaterpubliken bojkottade teatern i protest.
Fram till 1817 samarbetade teatern med den berömda musikaliska societetsklubben St. Cecilia Society, som höll sina konserter i dess lokal och spelade med teaterns orkester. 
Charleston Theatre gick i konkurs 1833, och ersattes av New Charleston Theatre (1837-1861).  
Direktörer
- 1793–1796: Thomas Wade West
- 1796–1799: John Sollée
- 1799–1812: Alexander Placide
- 1812–1813: Charlotte Wrighten Placide
- 1812–1815: Teatern stängd.
- 1815–1817: Joseph George Holman
- 1817–1822: Charles Gilfert
- 1822–1825: Amelia Holman Gilfert